# بيلي أشلي
بيلي أشلي (بالإنجليزية: Billy Ashley) هو لاعب كرة قاعدة أمريكي، ولد في 11 يوليو 1970 في ترينتون في الولايات المتحدة.

## وصلات خارجية
- بيلي أشلي على موقعبيزبول رفرنس.كوم (الدوري الرئيسي) (الإنجليزية)
- بيلي أشلي على موقعبيزبول رفرنس.كوم (الدوري الثانوي) (الإنجليزية)